# Sony SAB
Sony SAB (anteriormente SAB TV) é um canal de televisão pago indiano de propriedade da Sony Pictures Networks.

## História
O canal foi lançado como SAB TV por Gautam Adhikari e Markand Adhikari sob sua empresa Sri Adhikari Brothers em 23 de abril de 1999. A Sony Pictures Networks assumiu a SAB TV em março de 2005 e a renomeou como Sony SAB, com um novo foco no entretenimento geral  e eventualmente se transformando em um canal jovem. A sua programação passou a ser focada na transmissão de programas de comédia e filmes de Bollywood. Em 2008, o Sony SAB se tornou um canal generalista em hindi.
O feed de alta definição do canal foi lançado em 5 de setembro de 2016. Yes Boss é um dos programas mais antigos do canal, seguido por Taarak Mehta Ka Ooltah Chashmah.